# Bart Ehrman
Bart Denton Ehrman (Lawrence, 5 ottobre 1955) è un biblista e filologo statunitense, specializzato in studi sul Gesù storico, storia delle origini del Cristianesimo, critica testuale del Nuovo Testamento e degli apocrifi neotestamentari. Ricopre il ruolo di James A. Gray Distinguished Professor e di Chair of the Department of Religious Studies ("Presidente del Dipartimento di studi religiosi") dell'Università della Carolina del Nord a Chapel Hill. Dopo un'iniziale adesione ad una visione fondamentalista della Bibbia secondo l'idea di un'ispirazione verbale assoluta, ha ribaltato la propria posizione contribuendo a diffondere l'idea che i testi originali del Nuovo Testamento siano stati alterati dagli scribi nel corso dei secoli per vari motivi, e che queste alterazioni abbiano influenzato e influenzino l'interpretazione del testo biblico ancora oggi.

## Formazione e carriera accademica
Ehrman è cresciuto nel Kansas, a Lawrence, dove ha frequentato le scuole superiori. Ha iniziato a studiare la Bibbia (nelle lingue originali) presso il Moody Bible Institute; nel 1978 si è laureato (grado BA, bachelor of arts) al Wheaton College, in Illinois. Ha conseguito nel 1985 un PhD (dottorato di ricerca) e il grado di "M.Div." (Master of Divinity) presso il Seminario Teologico di Princeton, dove ha studiato sotto la guida (fra gli altri) di Bruce Metzger. Sia la laurea che il dottorato sono stati conseguiti magna cum laude.
Concluso il suo percorso di studi, Ehrman ha insegnato per quattro anni alla Rutgers University, per poi essere assunto alla Università della Carolina del Nord a Chapel Hill, dove insegna dal 1988. È attualmente condirettore della rivista accademica Vigiliae Christianae e ha pubblicato articoli per Time, Newsweek, The New York Times, The New Yorker e The Washington Post.

## Esperienza di fede
Ehrman è cresciuto in una famiglia anglicana ed era originariamente membro della Chiesa Episcopale degli Stati Uniti d'America; durante la sua adolescenza, è divenuto un cristiano evangelico born again. Nei suoi libri egli dà conto della sua esperienza gioiosa di rinascita, colta attraverso la percezione chiara e solida che Dio aveva veramente ispirato le parole della Bibbia e protetto la sua redazione da qualsiasi errore.
Il suo desiderio di conoscere il testo biblico originale lo ha indotto ad iscriversi al Moody Bible Institute, dove ha studiato non solo le lingue antiche, ma anche le tecniche di critica testuale. Tuttavia, l'approfondimento dei suoi studi di biblistica ed esegesi biblica lo ha convinto della necessità e dell'opportunità di iniziare a conclamare le discrepanze fra i manoscritti biblici piuttosto che compiere infruttuosi e inopportuni sforzi di attenuarne (e addirittura armonizzarne) le incongruenze.
Ehrman ha lasciato quindi l'evangelicalismo ed è tornato alla Chiesa Episcopale, rimanendo cristiano per quindici anni; poi, scontrandosi insanabilmente con il problema del male e della sofferenza, ha optato per una posizione agnostica.

## Storicità di Gesù
Ehrman è fermamente critico dei sostenitori della tesi del mito di Gesù, che egli definisce come tesi marginale e priva di alcun sostegno accademico. Egli afferma invece che Gesù fosse un profeta ebreo apocalittico, progressivamente divinizzato dai suoi fedeli dopo la sua morte. Secondo Ehrman, Gesù fu processato per il crimine di ribellione contro l'Impero romano, condannato e infine crocifisso. Sempre secondo Ehrman, Gesù non viene mai rappresentato come Dio nei Vangeli sinottici, scritti 40 anni dopo la sua morte, e la divinità di Gesù e la Trinità sarebbero concetti sviluppatisi in seguito.

## Critiche
Ehrman ha subito numerose e vivaci critiche dagli studiosi evangelici statunitensi, sostenitori dell'infallibilità e inerranza della Bibbia. I teologi evangelici Andreas Köstenberger, Darrell L. Bock e Josh Chatraw hanno accusato Ehrman di «definire il consenso accademico in base agli studiosi che sono concordi con le sue opinioni, escludendo gli altri». Il libro How Jesus Became God (pubblicato in italiano come E Gesù diventò Dio dalla casa editrice Nessun Dogma) ha ricevuto durissime critiche dagli studiosi evangelici e cattolici conservatori: gli studiosi evangelici Michael Bird, Craig Evans e Simon Gathercole hanno scritto un libro in risposta, intitolato How God Became Jesus, in cui definiscono le opere di Ehrman come «confuse, basate su letture errate dei testi e finzioni accademiche».
In una recensione al libro L'Antico Testamento pubblicata su La Civiltà Cattolica, il filosofo e teologo cattolico Roberto Giovanni Timossi ha descritto Ehrman come uno studioso che «si è collocato da tempo tra gli esegeti che perseguono e diffondono quasi ideologicamente una lettura scettica delle Sacre Scritture, portando avanti un programma di demitologizzazione che la maggior parte degli studiosi ha abbandonato da tempo», affermando però al contempo che «se si fa la tara delle sue deviazioni o esagerazioni ideologiche – che peraltro sono facilmente individuabili –, scritti divulgativi come questo risultano ben strutturati e chiari, adatti a un primo approccio storico e letterario all’Antico Testamento».

### Opere in inglese
- The Orthodox Corruption of Scripture: The Effect of Early Christological Controversies on the Text of the New Testament, Oxford University Press, USA, 1996, ISBN 0-19-510279-7.
- After the New Testament: A Reader in Early Christianity, Oxford University Press, USA, 1998, ISBN 0-19-511445-0.
- Jesus: Apocalyptic Prophet of the New Millennium, Oxford University Press, USA, 1999, ISBN 0-19-512474-X.
- Bart Ehrman e Andrew S. Jacobs, Christianity in Late Antiquity, 300-450 C.E.: A Reader, Oxford University Press, USA, 2003, ISBN 0-19-515461-4.
- The Apostolic Fathers: Volume II. Epistle of Barnabas. Papias and Quadratus. Epistle to Diognetus. The Shepherd of Hermas, Harvard University Press, 2003, ISBN 0-674-99608-9.
- The Apostolic Fathers: Volume I. I Clement. II Clement. Ignatius. Polycarp. Didache, Harvard University Press, 2003, ISBN 0-674-99607-0.
- The New Testament and Other Early Christian Writings: A Reader, Oxford University Press, USA, 2003, ISBN 0-19-515464-9.
- Lost Scriptures: Books that Did Not Make It into the New Testament, Oxford University Press, USA, 2003, ISBN 0-19-514182-2.
- Lost Christianities: The Battles for Scripture and the Faiths We Never Knew, Oxford University Press, USA, 2003, ISBN 0-19-514183-0.
- The New Testament: A Historical Introduction to the Early Christian Writings, Oxford University Press, USA, 2003, ISBN 0-19-515462-2.
- A Brief Introduction to the New Testament, Oxford University Press, USA, 2004, ISBN 0-19-516123-8.

- Truth and Fiction in The Da Vinci Code: A Historian Reveals What We Really Know about Jesus, Mary Magdalene, and Constantine, Oxford University Press, USA, 2004, ISBN 0-19-518140-9.
- Bruce M. Metzger e Bart Ehrman, The Text of the New Testament: Its Transmission, Corruption, and Restoration, Oxford University Press, USA, 2005, ISBN 0-19-516667-1.
- Misquoting Jesus: The Story Behind Who Changed the Bible and Why, HarperSanFrancisco, 2005, ISBN 0-06-073817-0.
- The Lost Gospel of Judas Iscariot: A New Look at Betrayer and Betrayed, Oxford University Press, USA, 2006, ISBN 0-19-531460-3.
- Peter, Paul, and Mary Magdalene: The Followers of Jesus in History and Legend, Oxford University Press, USA, 2006, ISBN 0-19-530013-0.
- Didymus the Blind and the Text of the Gospels (The New Testament in the Greek Fathers; No. 1), Society of Biblical Literature, 1987, ISBN 1-55540-084-1.
- The Text of the New Testament in Contemporary Research: Essays on the Status Quaestionis, Wm. B. Eerdmans Publishing Company, 1995, ISBN 0-8028-4824-9.
- God's Problem: How the Bible Fails to Answer Our Most Important Question – Why We Suffer, HarperOne, USA, 2008, ISBN 0-06-117397-5. URL consultato il 21 dicembre 2008 (archiviato dall'url originale il 28 dicembre 2008).
- Jesus, Interrupted: Revealing the Hidden Contradictions in the Bible (And Why We Don't Know About Them), HarperCollins, USA, 2009, ISBN 0-06-117393-2.

### Opere tradotte in italiano
- La verità sul Codice da Vinci, Mondadori, 2005, ISBN 978-88-04-54792-1.

- Gesù non l'ha mai detto. Millecinquecento anni di errori e manipolazioni nella traduzione dei Vangeli, Mondadori, 2008, ISBN 978-88-04-57996-0.
- Pietro, Paolo e Maria Maddalena. Storia e leggenda dei primi seguaci di Gesù, Mondadori, 2008, ISBN 978-88-04-58146-8.
- Il vangelo del traditore. Una nuova lettura del Vangelo di Giuda, Mondadori, 2010, ISBN 978-88-04-59690-5.
- Sotto falso nome. Verità e menzogna nella letteratura cristiana antica, Carocci, 2012, ISBN 978-8843066278.
- I cristianesimi perduti. Apocrifi, sette ed eretici nella battaglia per le sacre scritture, Carocci, 2012, ISBN 978-88-43-06688-9.
- Bart Ehrman, Bruce Metzger, Il testo del Nuovo Testamento. Trasmissione, corruzione e restituzione, Paideia, 2013, ISBN 978-88-39-40853-2.
- Gesù è davvero esistito? Un'inchiesta storica, Mondadori, 2013, ISBN 978-8804632320.
- Il Nuovo Testamento. Un'introduzione, Carocci, 2015, ISBN 978-88-43-07821-9.
- Prima dei vangeli. Come i primi cristiani hanno ricordato, manipolato e inventato le storie su Gesù, Roma, Carocci, 2017, ISBN 978-88-43-08869-0.
- E Gesù diventò Dio - L’esaltazione di un predicatore ebreo della Galilea (Ediz. integrale), Roma, Nessun Dogma, 2017, ISBN 978-88-98-60236-0.
- Il trionfo del cristianesimo. Come una religione proibita ha conquistato il mondo, Roma, Carocci, 2019, ISBN 978-8843096411.